# Schefflera guizhouensis
Schefflera guizhouensis är en araliaväxtart som beskrevs av Chih Bei Shang. Schefflera guizhouensis ingår i släktet Schefflera och familjen araliaväxter. Inga underarter finns listade.